# Hermann von Soden
Pour les articles homonymes, voir von Soden.
Hermann von Soden (né le 16 août 1852, mort le 15 janvier 1914) est un bibliste allemand.

## Biographie
Le baron Hermann von Soden (de) est né à Cincinnati dans l'Ohio le 16 août 1852. Il fait ses études à l'Université Eberhard Karl de Tübingen. Il est ministre de Dresde-Striesen en 1881 et en 1887 il devient ministre de l’Église de Jérusalem à Berlin. En 1889 il accède au titre de privat-docent de l'université de Berlin.
Soden introduit, grâce à un nouveau système de notation des manuscrits, une nouvelle théorie de l'histoire textuelle biblique. Il pense qu'au IVe siècle qu'il y a trois recensions des textes, qu'il nomme K, H et I. Après avoir établi les textes de I, H et K, Soden reconstitue un texte hypothétique nommé I-H-K qu'il considère comme leur ancêtre. Il essaie de démontrer que ce texte est connu de tous les scribes du IIe siècle et IIIe siècle.

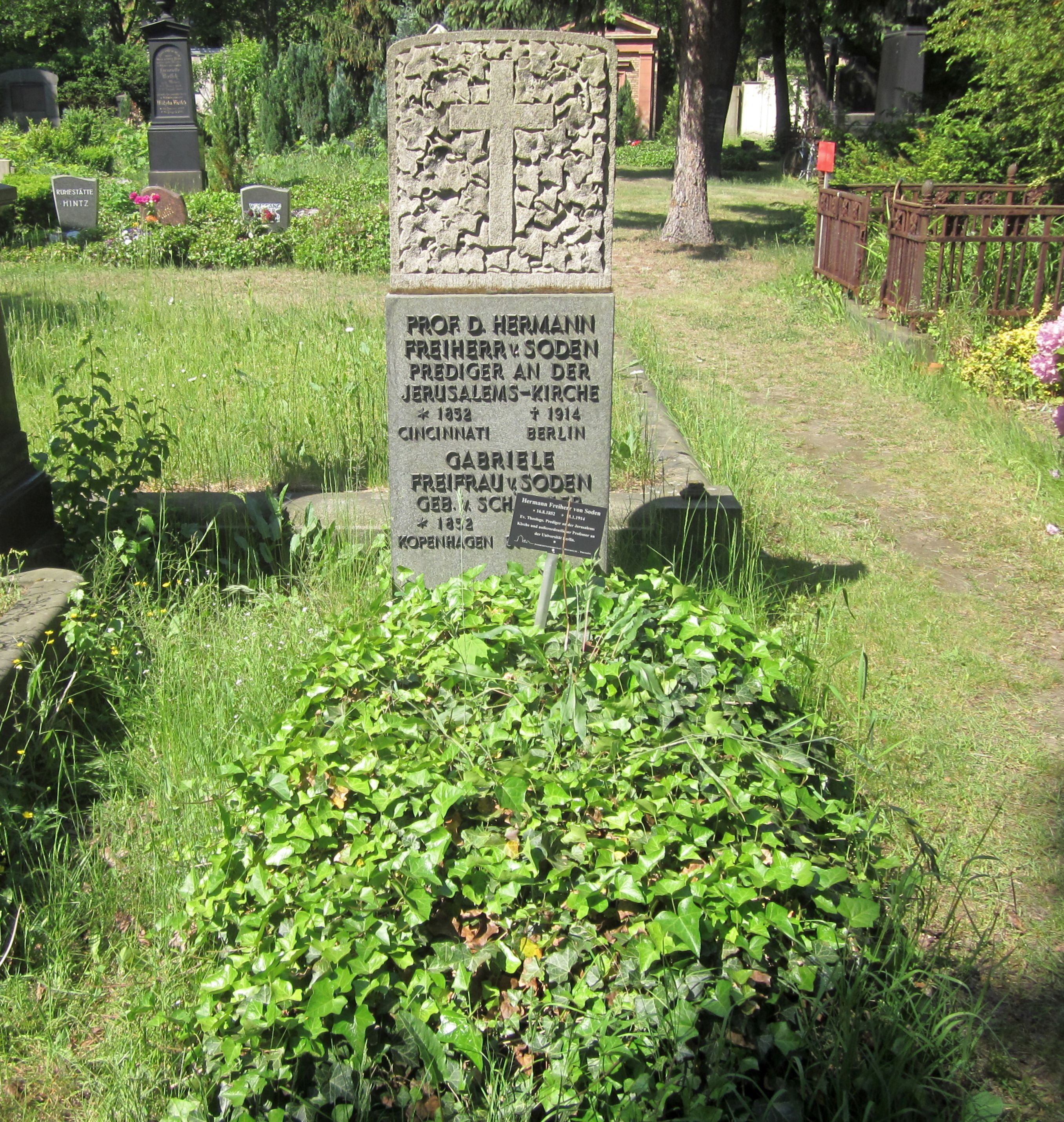
Tombe du baron von Soden et de son épouse Gabriele au cimetière de Jérusalem et de la Nouvelle Église à Berlin.

Soden meurt dans un accident de chemin de fer à Berlin en 1914.

## Œuvre
Son livre le plus important est Die Schriften des neuen Testaments, in ihrer ältesten erreichbaren Textgestalt / hergestellt auf Grund ihrer Textgeschichte. Ce livre traite du texte du Nouveau Testament.